# 보은 법주사 복천암 학조화상탑
보은 법주사 복천암 학조화상탑(報恩 法住寺 福泉庵 學祖和尙塔)은 충청북도 보은군 속리산면, 법주사에 있는 조선시대의 승탑이다. 2004년 10월 7일 대한민국의 보물 제1418호로 지정되었다.

## 개요
법주사 복천암 동남쪽 구릉에 위치한 2기의 부도를 조선 초기 신미(信眉)와 守眉의 부도라 하고 또 이들을 사제지간이라 하나 근거가 없다. 다만 이들 부도는 주인공의 존명과 건립년대를 기록하고 있는 조선시대 초기의 부도라는 점에서 주목된다. 부도의 형태는 팔각원당형의 고려부도를 계승하고 있으나 탑신이 球形인 점이 크게 다르다. 팔각 중대석 두 면에 걸쳐“正德九年』甲戌五月』日 立』”, 그리고“學祖燈谷』和尙塔』”이란 명문이 있어 조선 中宗 9년(1514)의 건립임을 알게 한다.
학조화상은 成宗 19년(1488) 仁粹大妃의 명으로 해인사를 중수하였고, 연산군 6년(1500)에는 왕 비 신씨의 명으로 해인사 고려대장경 3부를 인행 하여 발문을 짓는 등 조선전기에 활동한 고승이다.
이 부도는 건립년대와 주인공의 존명을 알게 하는 귀중한 자료이다. 조선시대 부도는 탑비가 부족하여 절대년대를 알 수 있는 자료가 희귀하나 이 부도는 고려 부도를 계승한 조선초기 부도양식을 알게 함과 동시에 다른 부도의 기준작이 된다는 점에서 국가지정 문화재로 승격 보존할 가치가 충분하다.

## 같이 보기
- 법주사

## 참고 자료
- 보은 법주사 복천암 학조화상탑 - 국가유산청 국가유산포털